# St. Josef (Rickenbach Sulz)

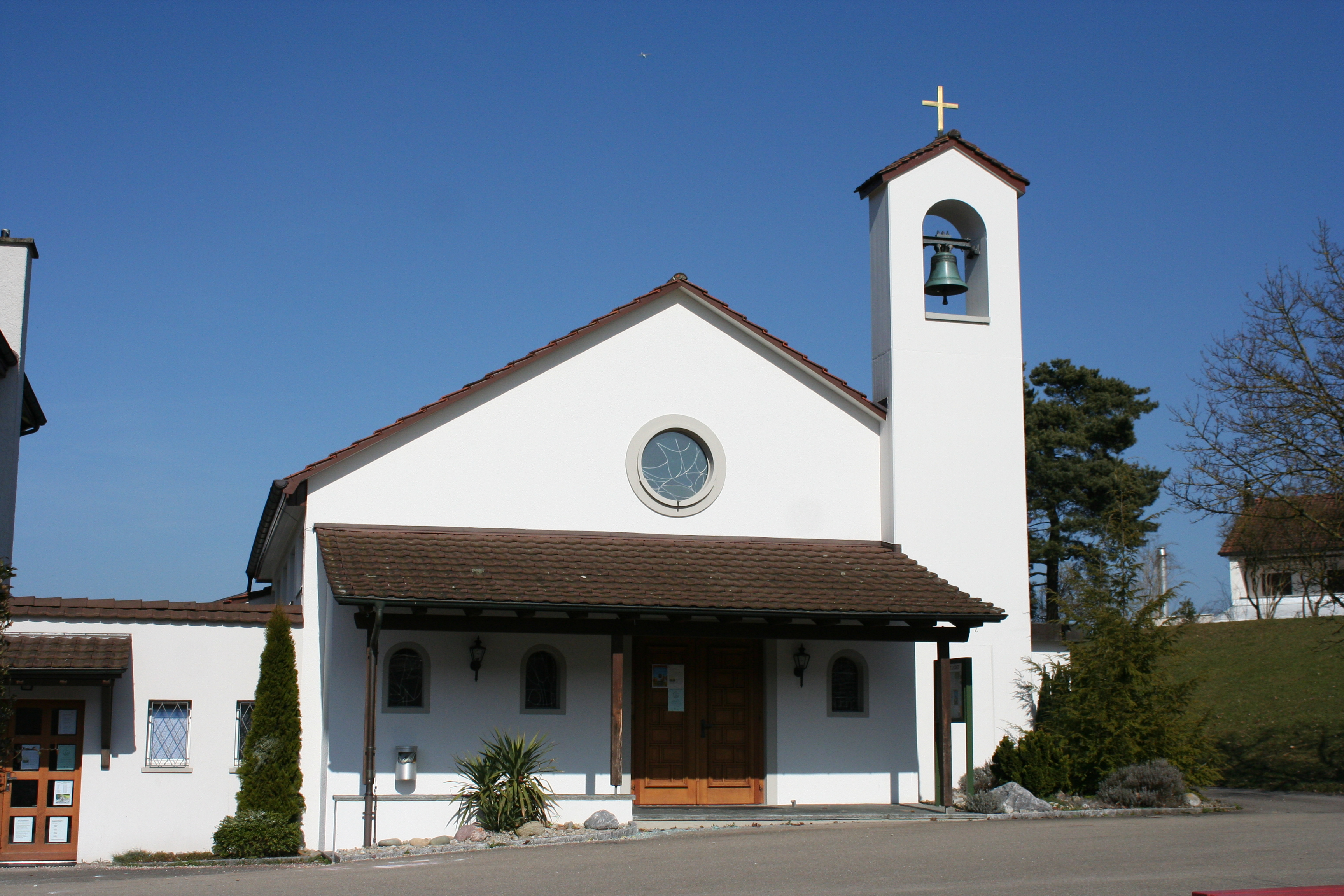
Kirche St. Josef Rickenbach-Sulz

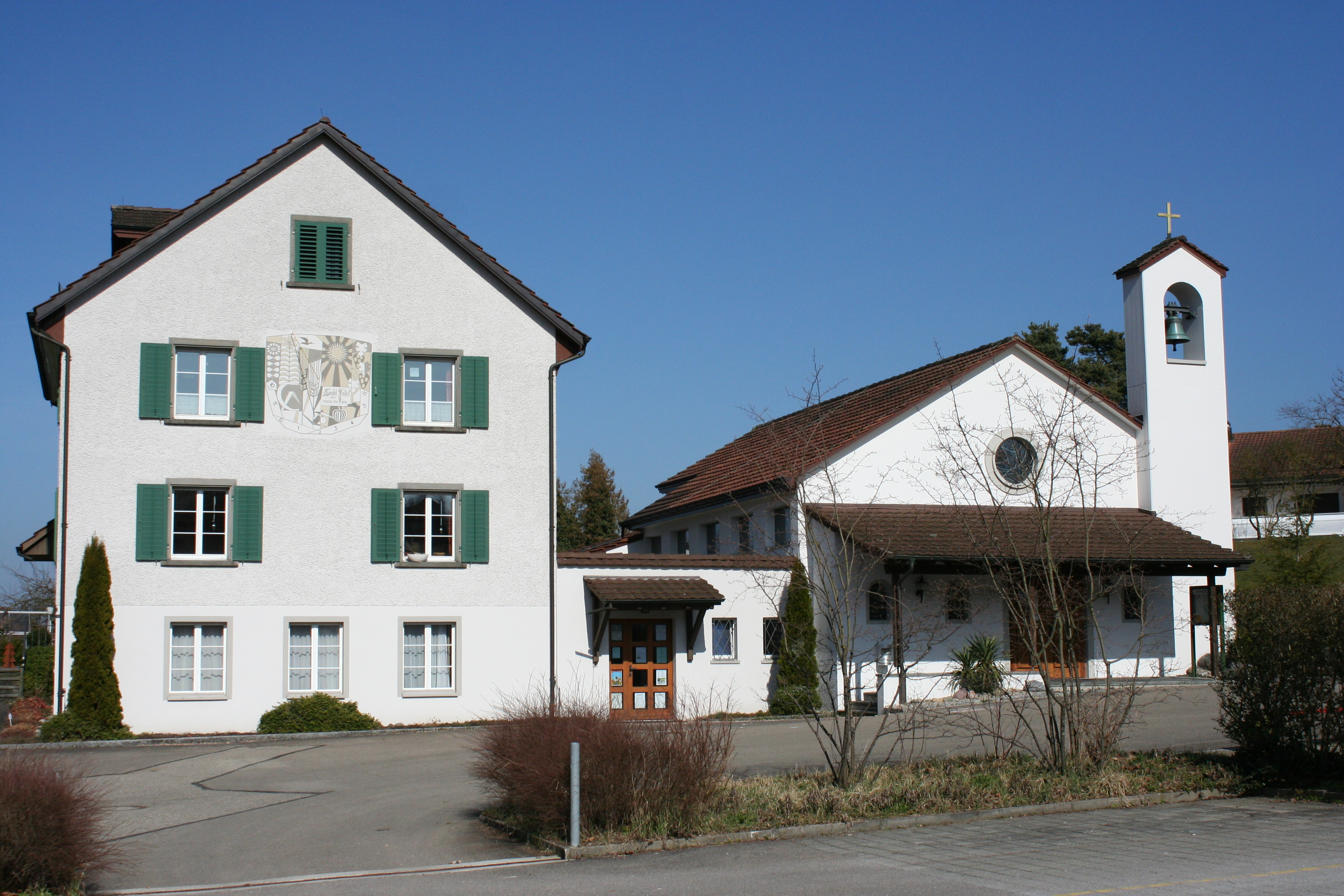
Kirche mit Pfarrhaus

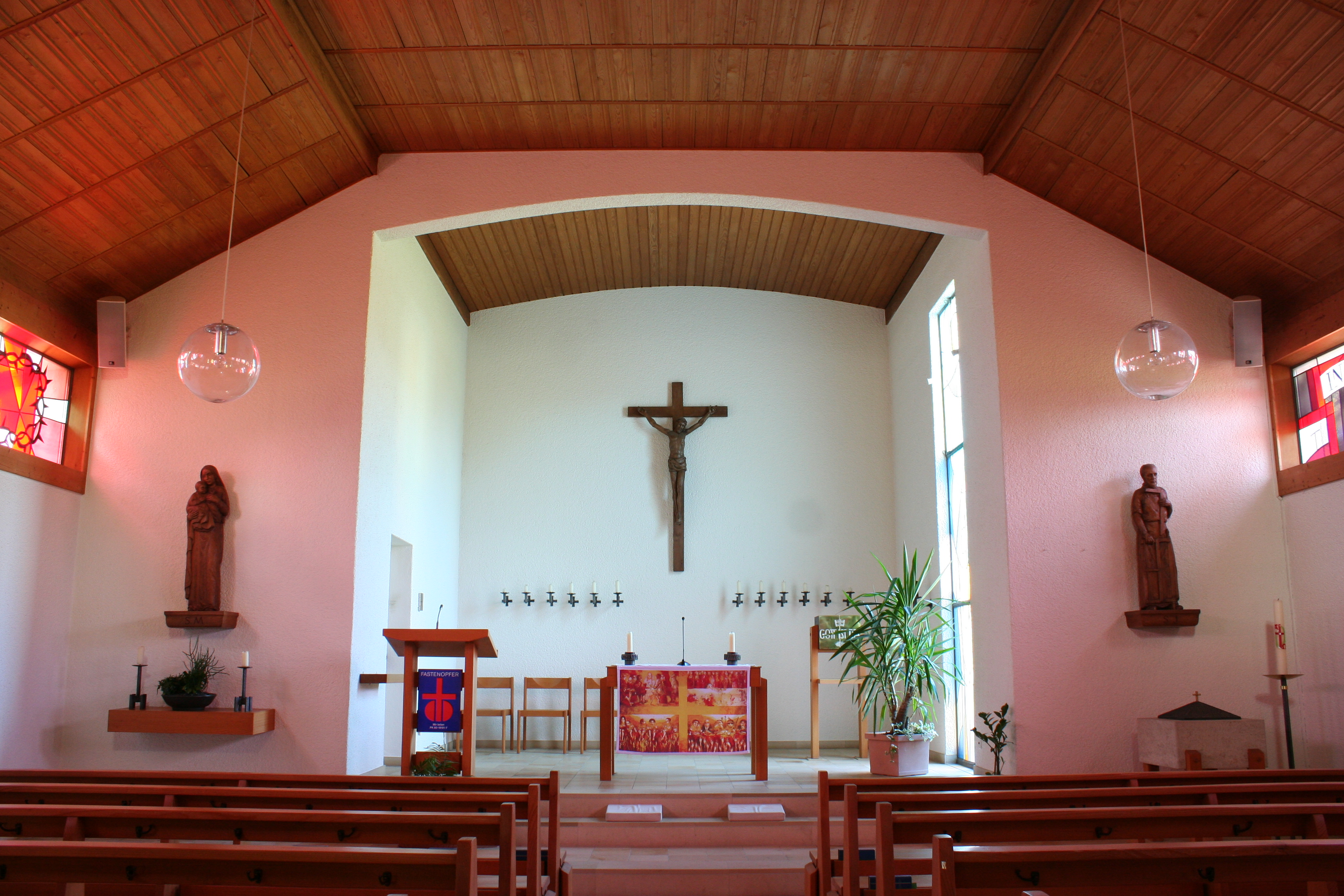
Innenansicht

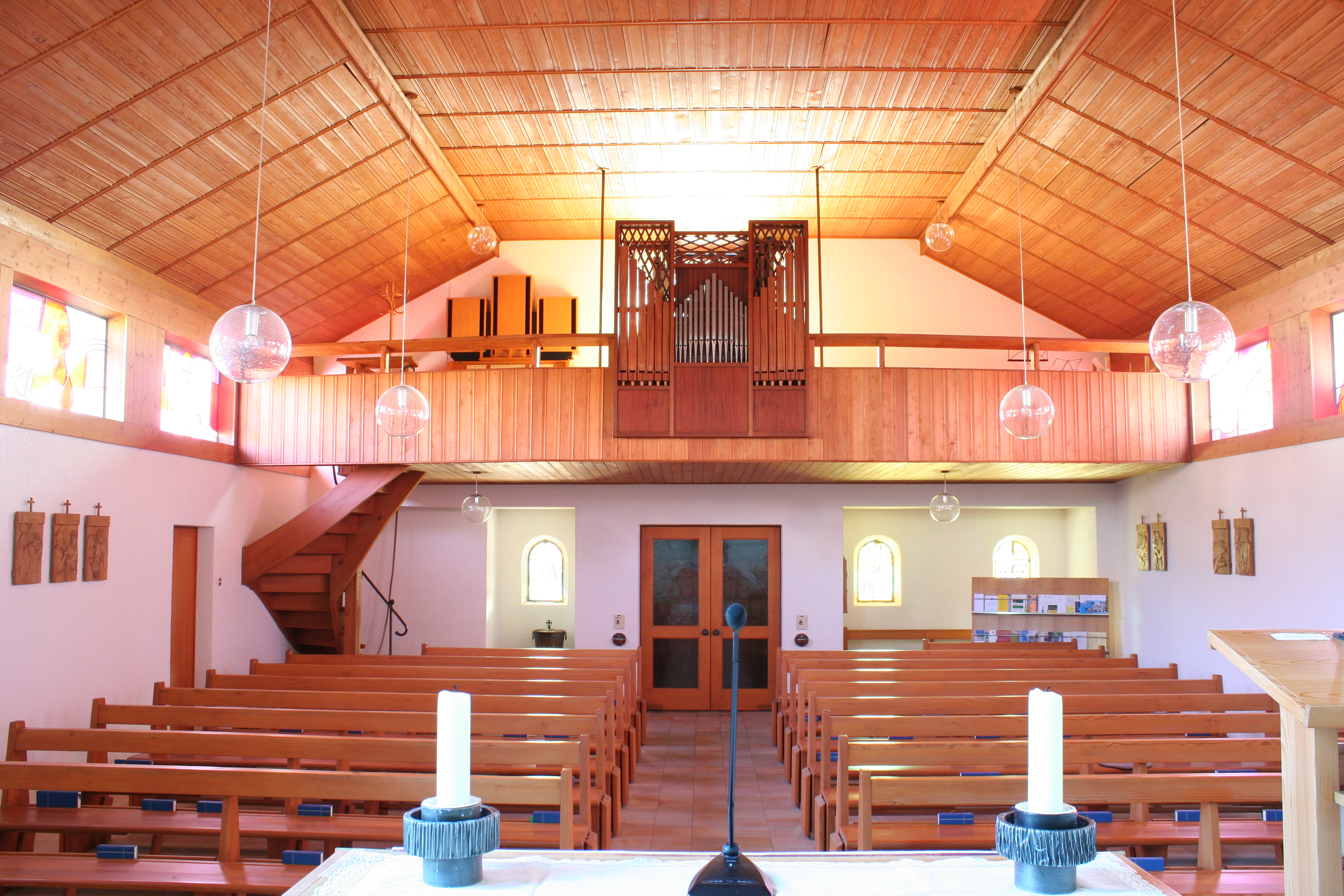
Blick zur Orgelempore

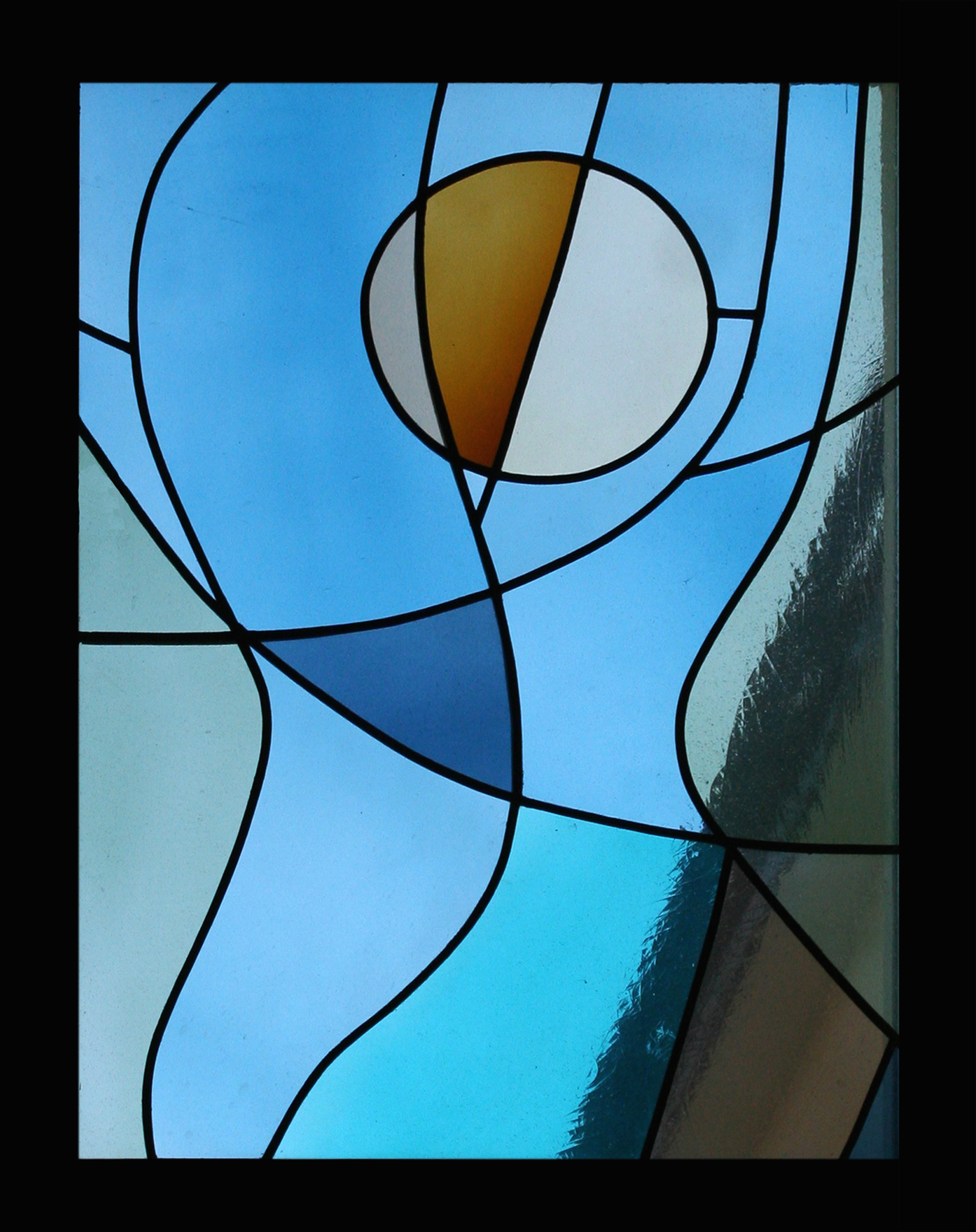

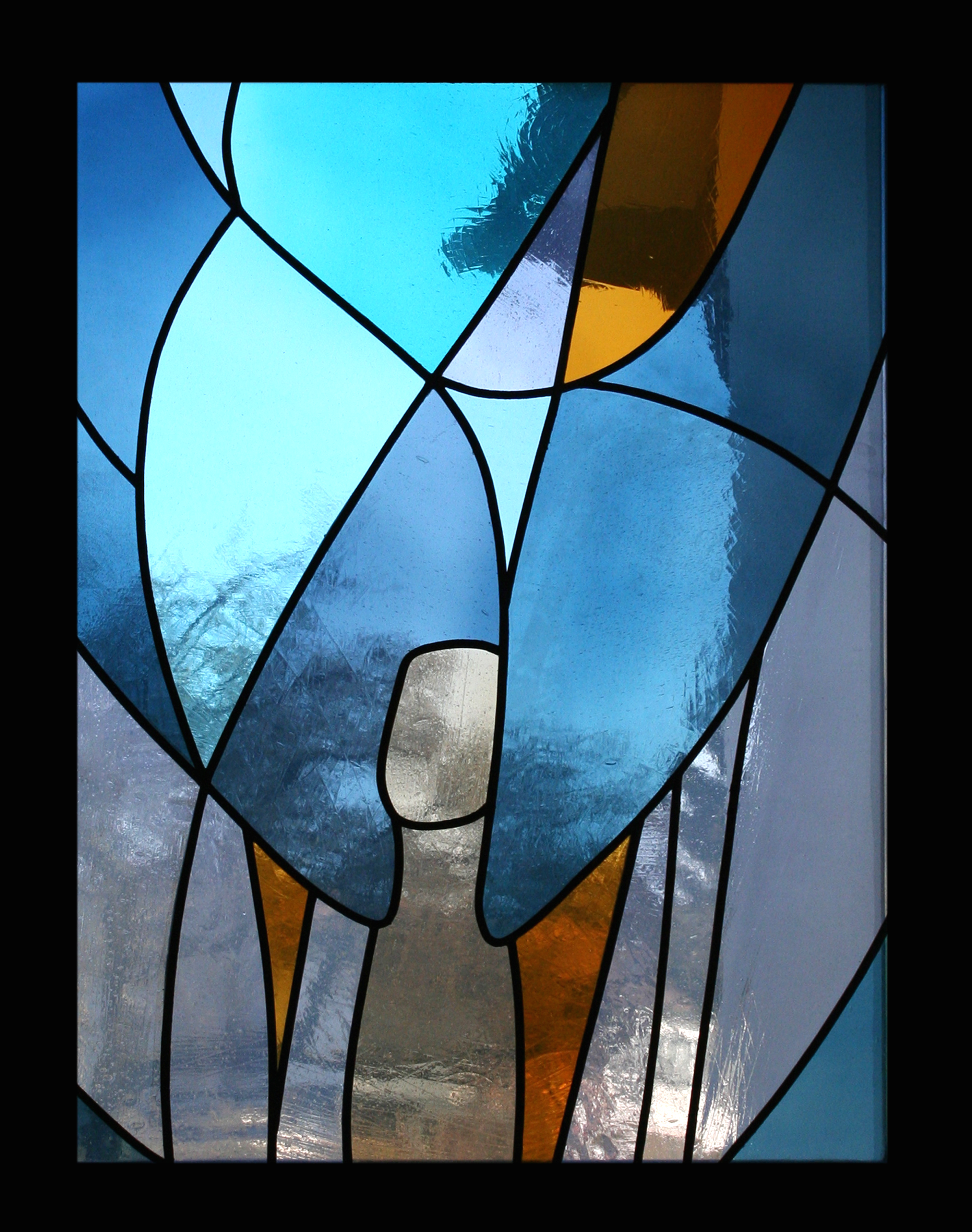

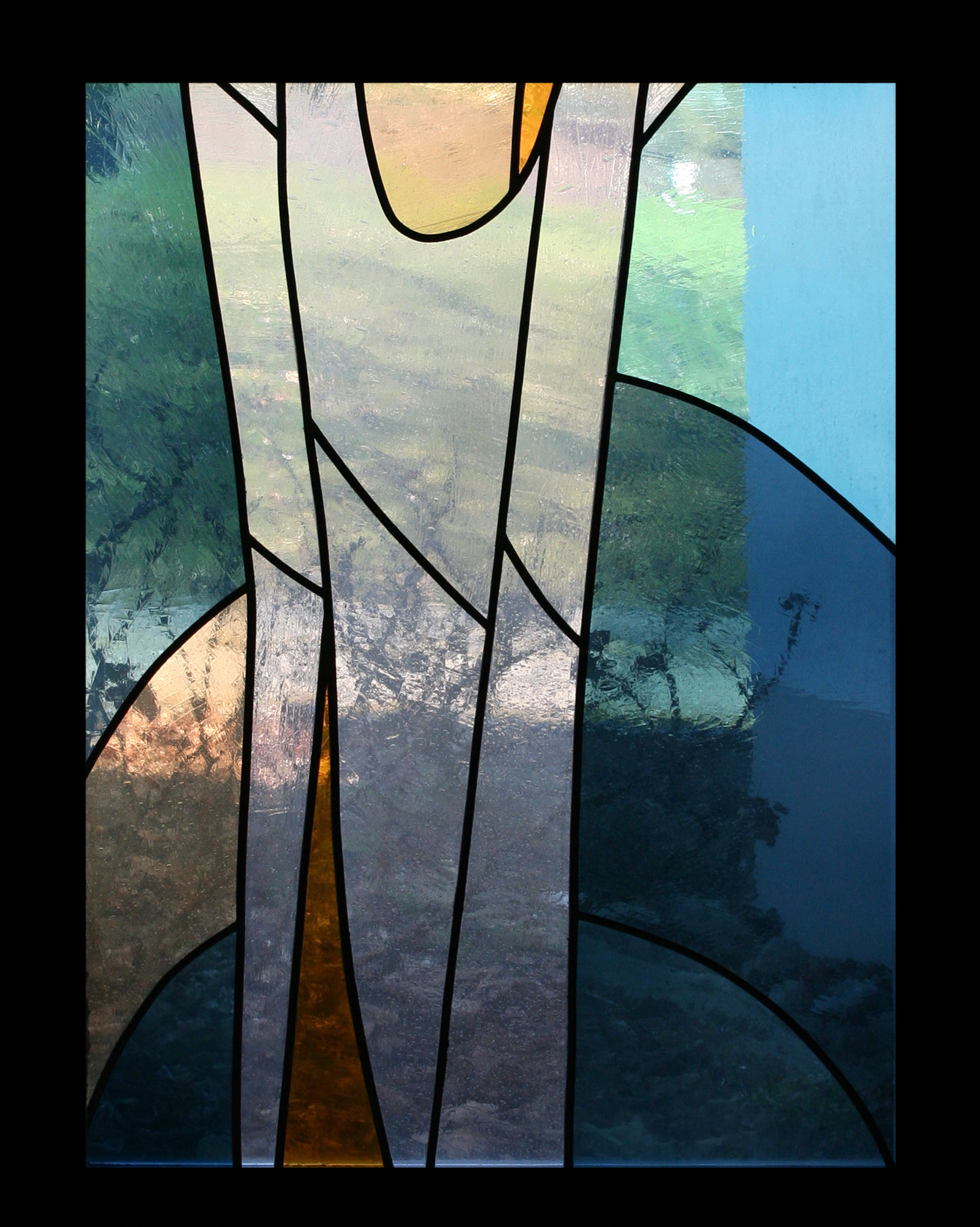
Auferstehungsfenster von Jacques Schedler

Die Kirche St. Josef ist eine römisch-katholische Kirche, welche im Ortsteil Sulz der Gemeinde Rickenbach ZH im Zürcher Bezirk Winterthur steht. Sie war die erste katholische Kirche nordöstlich von Winterthur, welche seit der Reformation in jenem Gebiet erbaut wurde. Bis 1981 war sie zudem die Pfarrkirche der heutigen Pfarrei St. Stefan Wiesendangen.

## Geschichte

### Vorgeschichte und Namensgebung
Bis zur Reformation waren die Einwohner des heutigen Kantons Zürich katholisch. In der Stadt Zürich wurde im Jahr 1524 die Reformation durchgeführt, weshalb im Gebiet des heutigen Kantons Zürich der katholische Gottesdienst fortan bis ins 19. Jahrhundert verboten war. Das Toleranzedikt von 1807 erlaubte im Kanton Zürich erstmals wieder einen katholischen Gottesdienst, allerdings nur in der Stadt Zürich. Im Jahr 1813 appellierten 50 in der Stadt Winterthur wohnhafte Katholiken an die Toleranz der Stadtväter, jedoch erst im Jahr 1862, als das Kloster Rheinau aufgehoben wurde und die weitere Verwendung dessen Vermögens durch den Kanton Zürich gesetzlich geregelt wurde, durfte in Winterthur der erste katholische Gottesdienst seit der Reformation stattfinden. Das sog. Erste zürcherische Kirchengesetz aus dem Jahr 1863 anerkannte neben Zürich auch die katholischen Kirchgemeinden in Winterthur, Rheinau und Dietikon (die letzten beiden waren traditionell katholische Orte), sodass in Winterthur eine katholische Gemeinde aufgebaut werden durfte. Im Jahr 1868 wurde die neu erbaute Kirche St. Peter und Paul im Beisein von Vertretern der kantonalen Regierung samt Staatsschreiber und Dichter Gottfried Keller sowie des Stadtrats von Winterthur eröffnet. Die Gründung weiterer Pfarreien im Kanton wurde jedoch staatlich nicht anerkannt, weshalb diese auf privat- und vereinsrechtlicher Basis aufgebaut werden mussten.

### Entstehungs- und Baugeschichte
Im Zuge der Industrialisierung zogen Arbeiterfamilien aus katholischen Landen in den Kanton Zürich. Da die katholischen Kirchen im traditionell reformierten Kanton nur vereinzelt lebten, mussten für den Gottesdienst weite Wege zurückgelegt werden. Die katholischen Bewohner der Gemeinden nordöstlich von Winterthur wurden von der Pfarrei St. Marien Oberwinterthur betreut. Als der Wunsch nach eigenen Gottesdiensten grösser wurde, errichtete man im Jahr 1939 für die Katholiken den Gemeinden bei Rickenbach und Seuzach einen eigenen Seelsorgebezirk, welches aber weiterhin der Pfarrei St. Marien in Oberwinterthur angegliedert blieb. Im gleichen Jahr wurde in der Wirtschaft zur Mühle in Rickenbach die erste Messfeier im neuen Seelsorgebezirk gefeiert. Im Jahr 1956 wurde der Bauplatz für die Kirche St. Josef in Sulz gekauft, auf dem sich damals eine alte Scheune befand. Dort errichteten die Katholiken mit viel Eigenleistung und dank eines Darlehens der Inländischen Mission in den Jahren 1957–1958 die Kirche, welche am 18. Mai 1958 durch Domherr Franz Schnyder eingeweiht wurde, der auch der Direktor der Inländischen Mission war. Nach der staatlichen Anerkennung der katholischen Kirche im Kanton Zürich im Jahr 1963 erfolgte die Gründung der katholischen Kirchgemeinde Rickenbach-Seuzach mit den politischen Gemeinden Altikon, Bertschikon, Dägerlen, Dinhard, Ellikon an der Thur, Elsau, Hettlingen, Rickenbach, Seuzach, Thalheim, Wiesendangen. Um die Seelsorge, den Gottesdienst, den Religionsunterricht und die karitativen Belange in Sulz-Rickenbach zu fördern, wurde im Jahr 1966 die Stiftung St. Josef gegründet. Im Jahr 1968 erfolgte die Errichtung des Pfarrrektorates Rickenbach-Seuzach, welches der Pfarrei St. Marien in Oberwinterthur angegliedert blieb. Zu selbständigen Pfarreien wurden St. Martin in Seuzach und St. Josef in Sulz-Rickenbach im Jahr 1972 erhoben und von St. Marien Oberwinterthur abgetrennt. Im darauffolgenden Jahr wurde in Wiesendangen der Baugrund für die Kirche St. Stefan gekauft. Im Jahr 1981 wurde die Kirche St. Stefan in Wiesendangen eingeweiht. Gleichzeitig zog das Pfarramt von Sulz-Rickenbach nach Wiesendangen um und die Pfarrei wurde in St. Stefan umbenannt. Im Jahr 1983 wurde die Kirche St. Josef in Sulz renoviert und nach den Vorgaben der Liturgiekonstitution des Zweiten Vatikanischen Konzils neugestaltet. Am 8. Mai 1983 weihte Generalvikar Gebhard Matt den Volksaltar.
Die Pfarrei St. Stefan Wiesendangen gehört zusammen mit der Pfarrei St. Martin Seuzach zur gemeinsamen Kirchgemeinde. Diese ist mit ihren 5'836 Mitgliedern (Stand 2021) eine der grösseren katholischen Kirchgemeinden des Kantons Zürich.

## Baubeschreibung

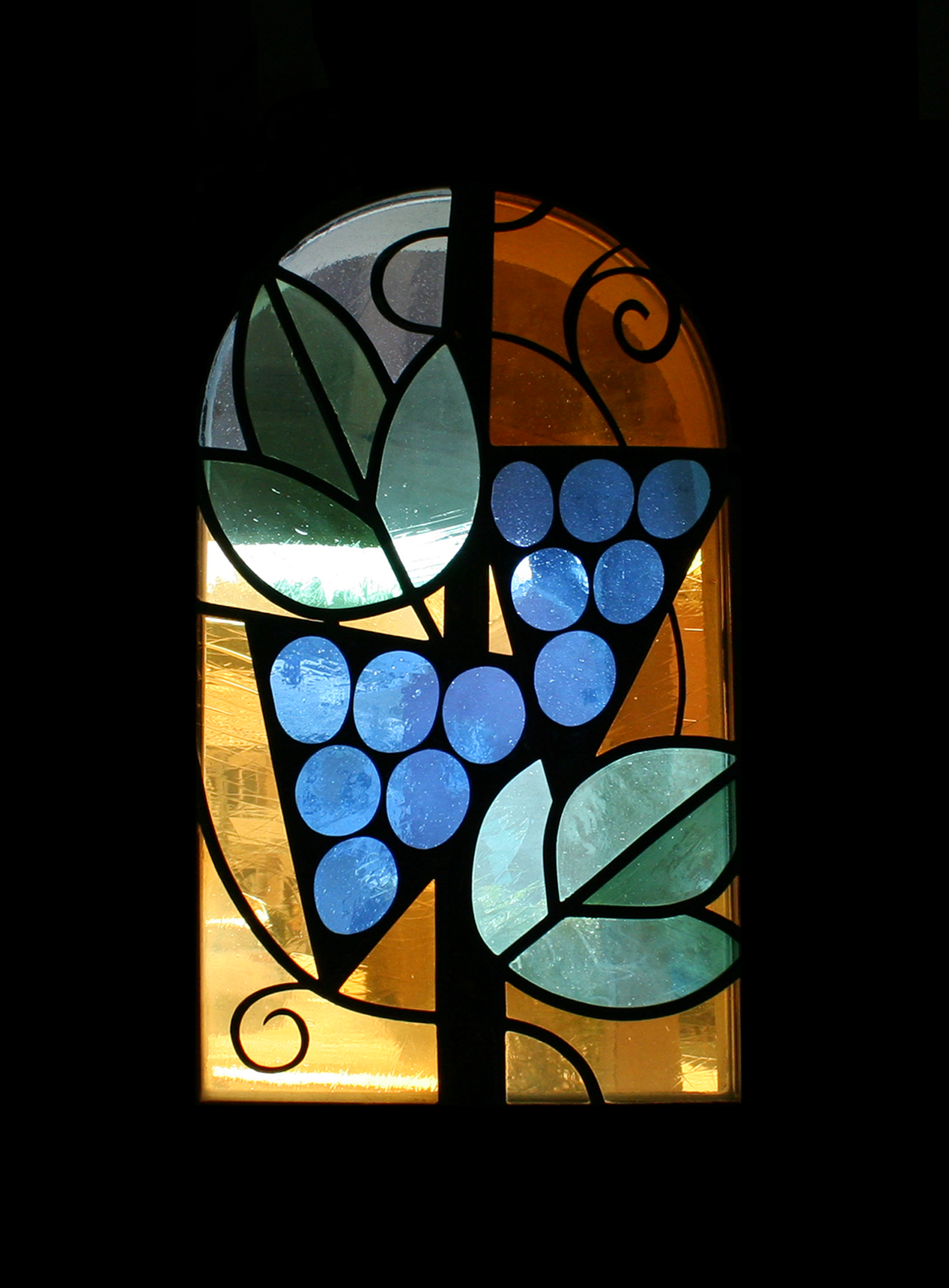
Trauben
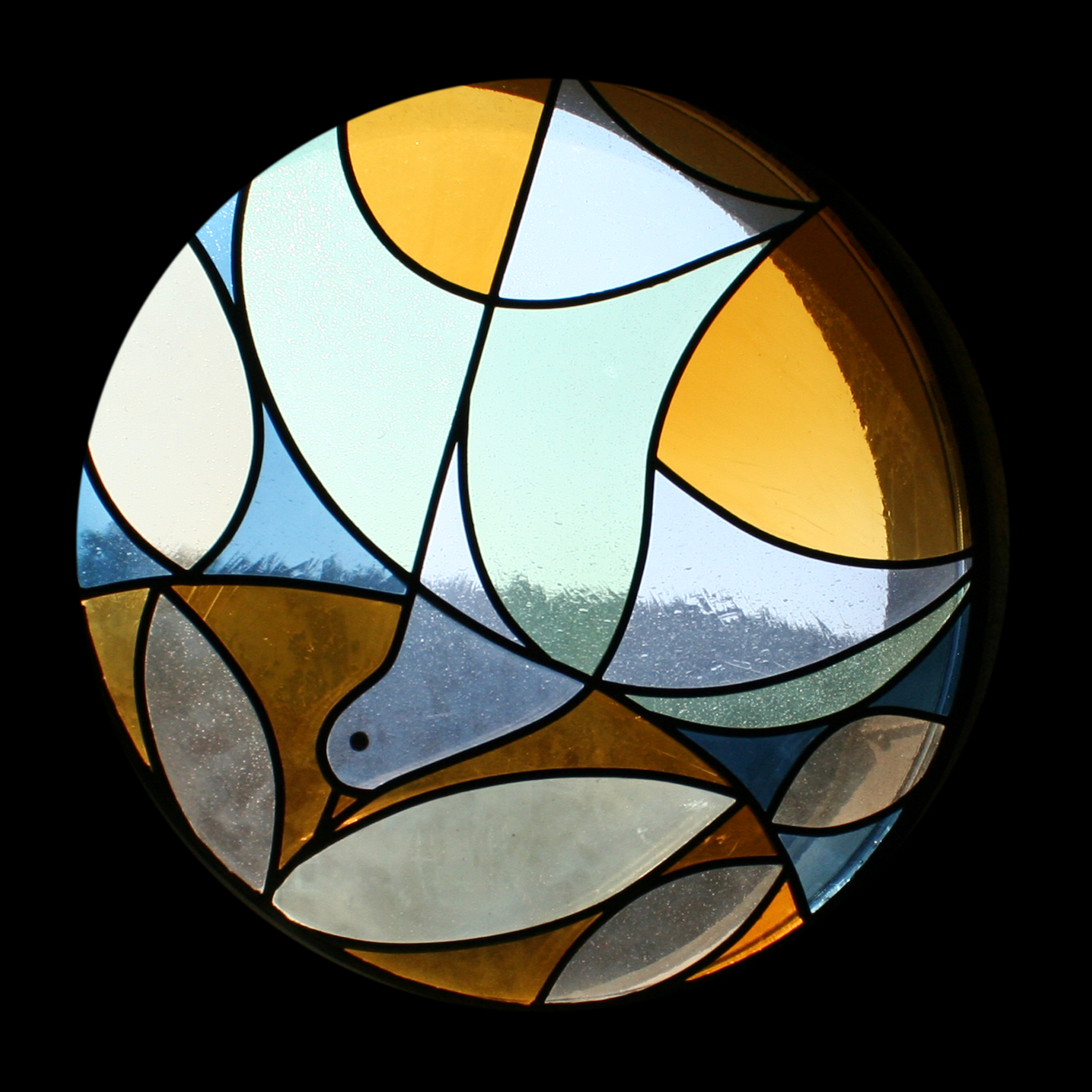
Rundfenster mit Heilig-Geist-Taube
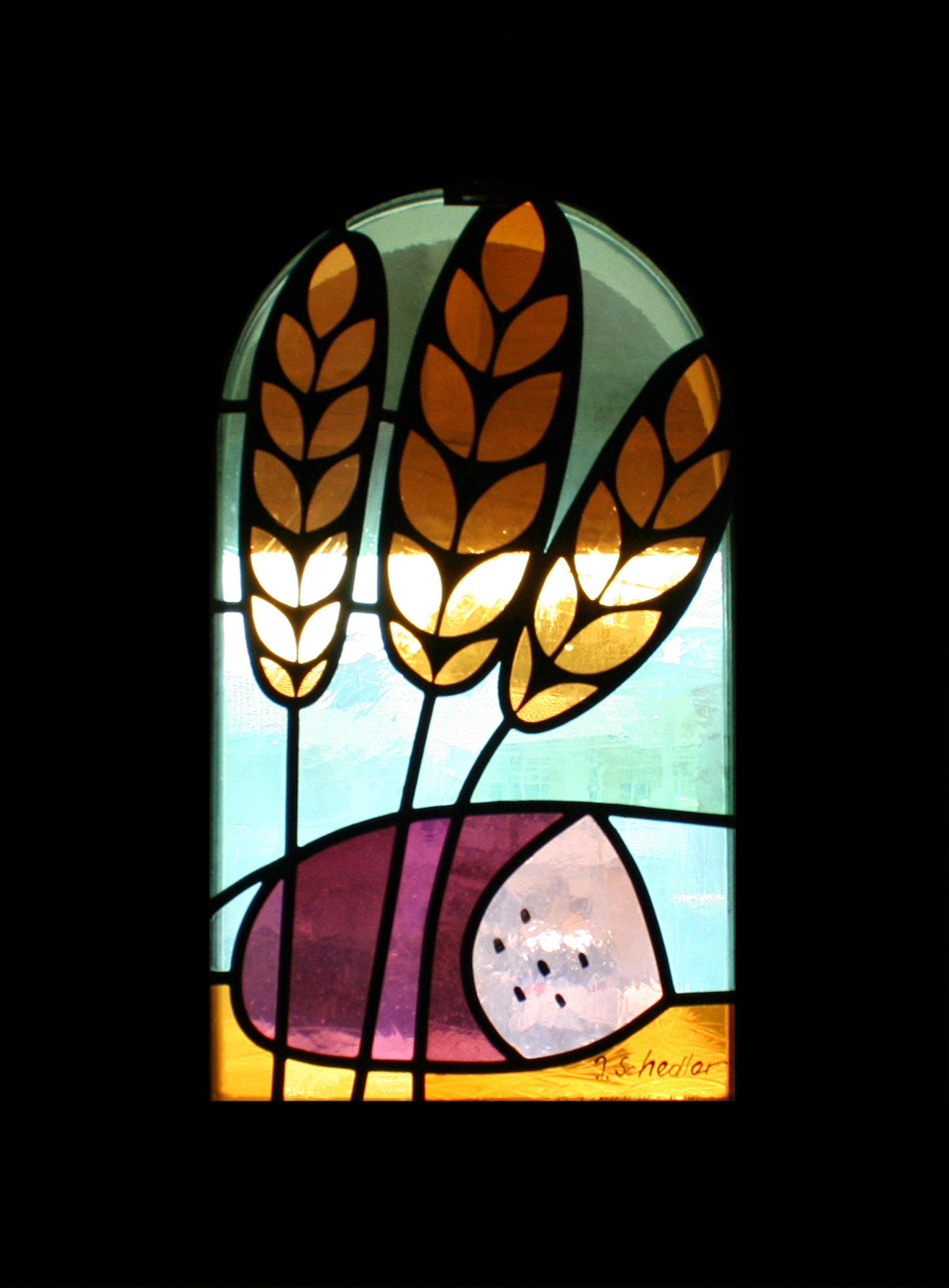
Ähren und Brot

### Kirchturm und Äusseres
Die Kirche St. Josef steht in Rickenbach im Ortsteil Sulz an der Stationsstrasse 20 etwas zurückversetzt von der Strasse. Dass die Kirche St. Josef mit wenig Geld und viel Eigenleistung errichtet wurde, zeigt sich an ihrem schlichten Äusseren. Es handelt sich um einen einfach gestalteten Kirchbau mit Satteldach. An der Frontseite ist ein kleiner Kirchturm angebaut, in dem sich im offenen Glockenstuhl eine Glocke befindet. Diese Glocke ist die alte St. Arbogast-Glocke der Kirche St. Marien Winterthur-Oberwinterthur, welche nach dem Erhalt eines neuen Geläutes diese Glocke an die Kirche St. Josef weitergab. Ein Vordach schützt die Gottesdienstbesucher vor dem Wetter. Links von der Kirche befindet sich das Pfarrhaus, in dem sich auch ein Pfarrsaal befindet. Als in den 1970er Jahren an der Kirche St. Josef bauliche Mängel auftraten, beschloss der Stiftungsrat im Jahr 1980 die Liegenschaft mit Kirche und Pfarrhaus einer umfassenden Renovation zu unterziehen, welche von Architekt H. Schmidt ausgeführt wurde. Es entstand ein einheitliches Ensemble, das besonders durch den erweiterten Pfarrsaal den Bedürfnissen der Gemeinde Rechnung trägt.

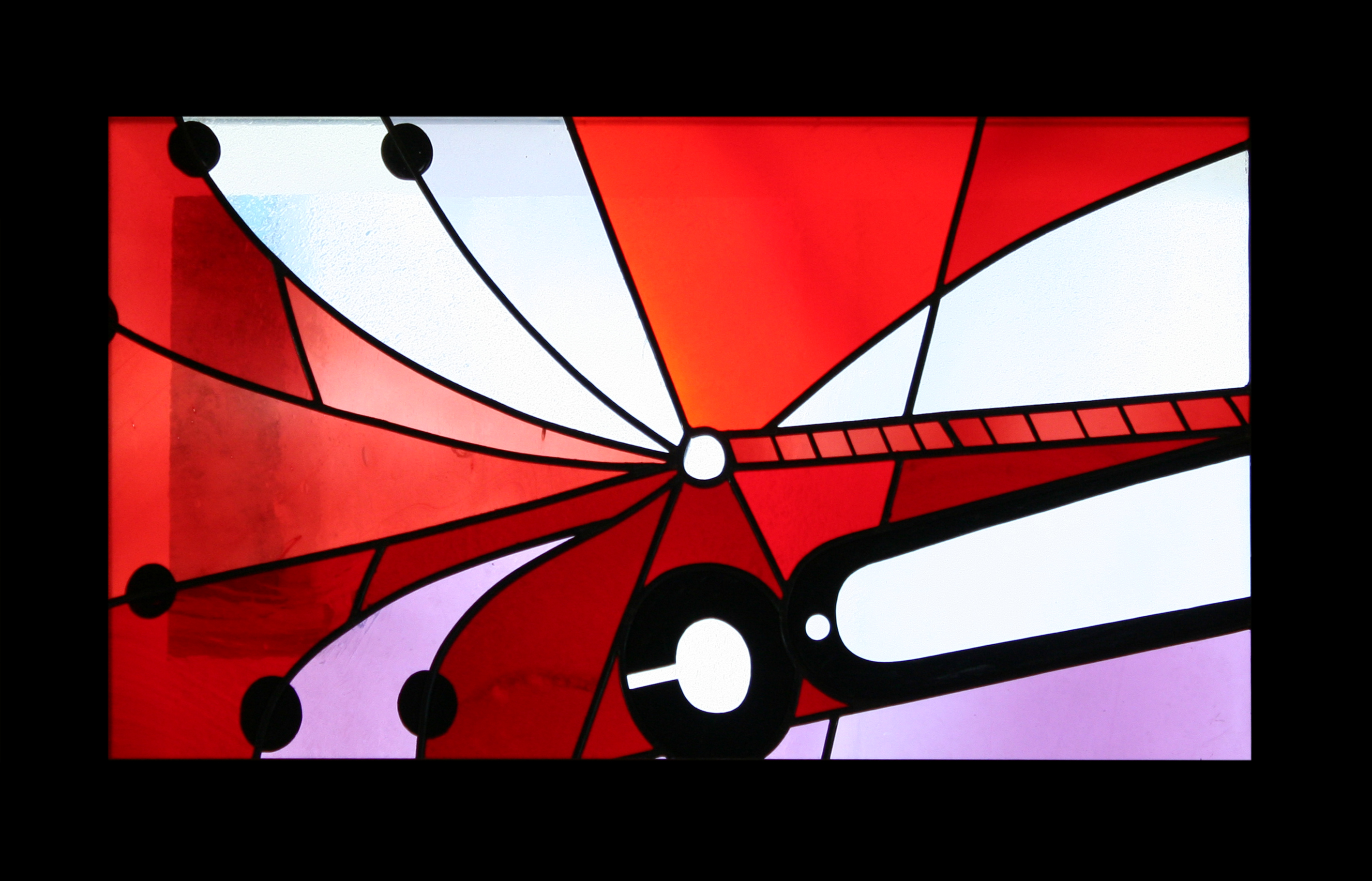
Geissel
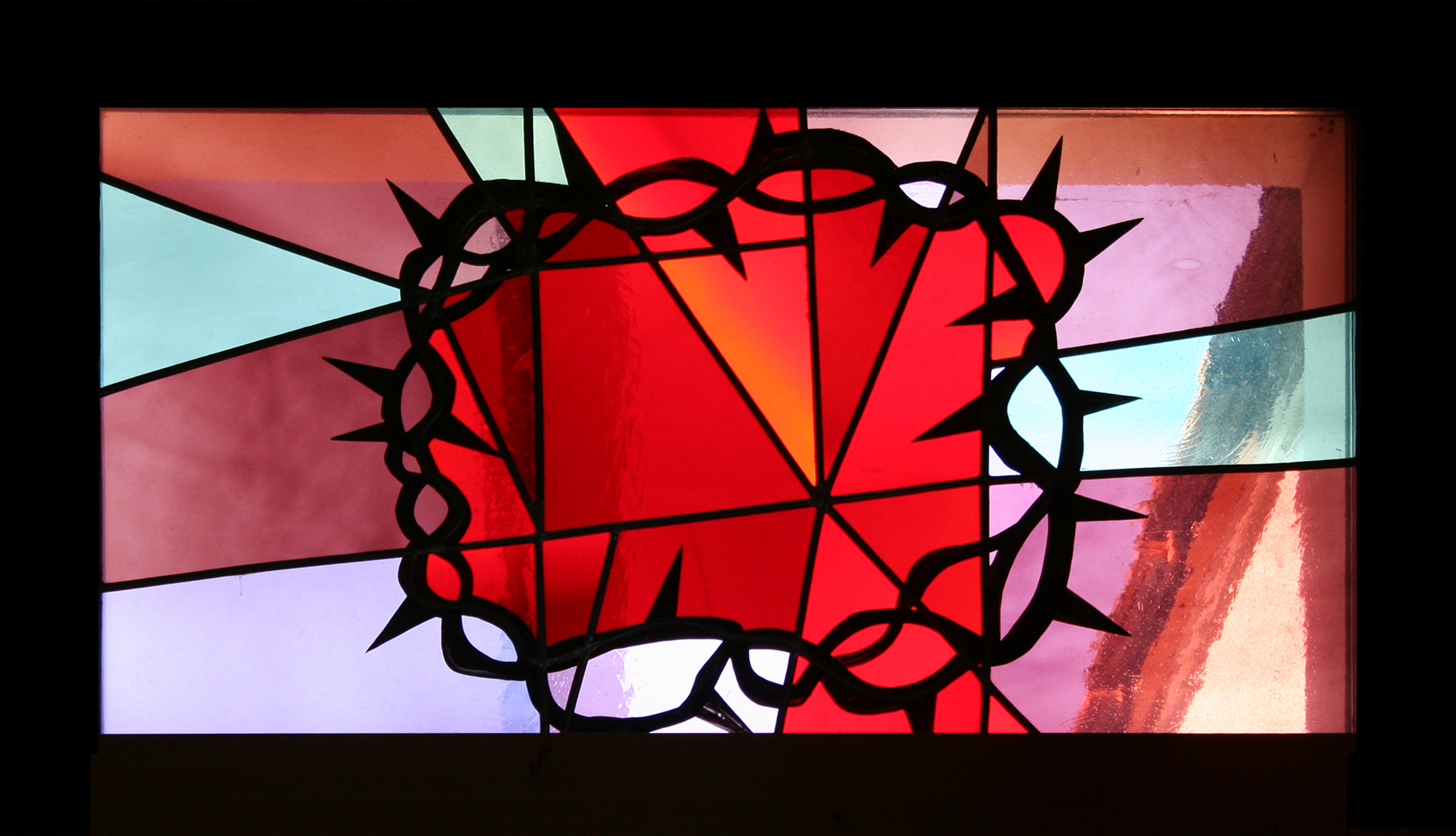
Dornenkrone
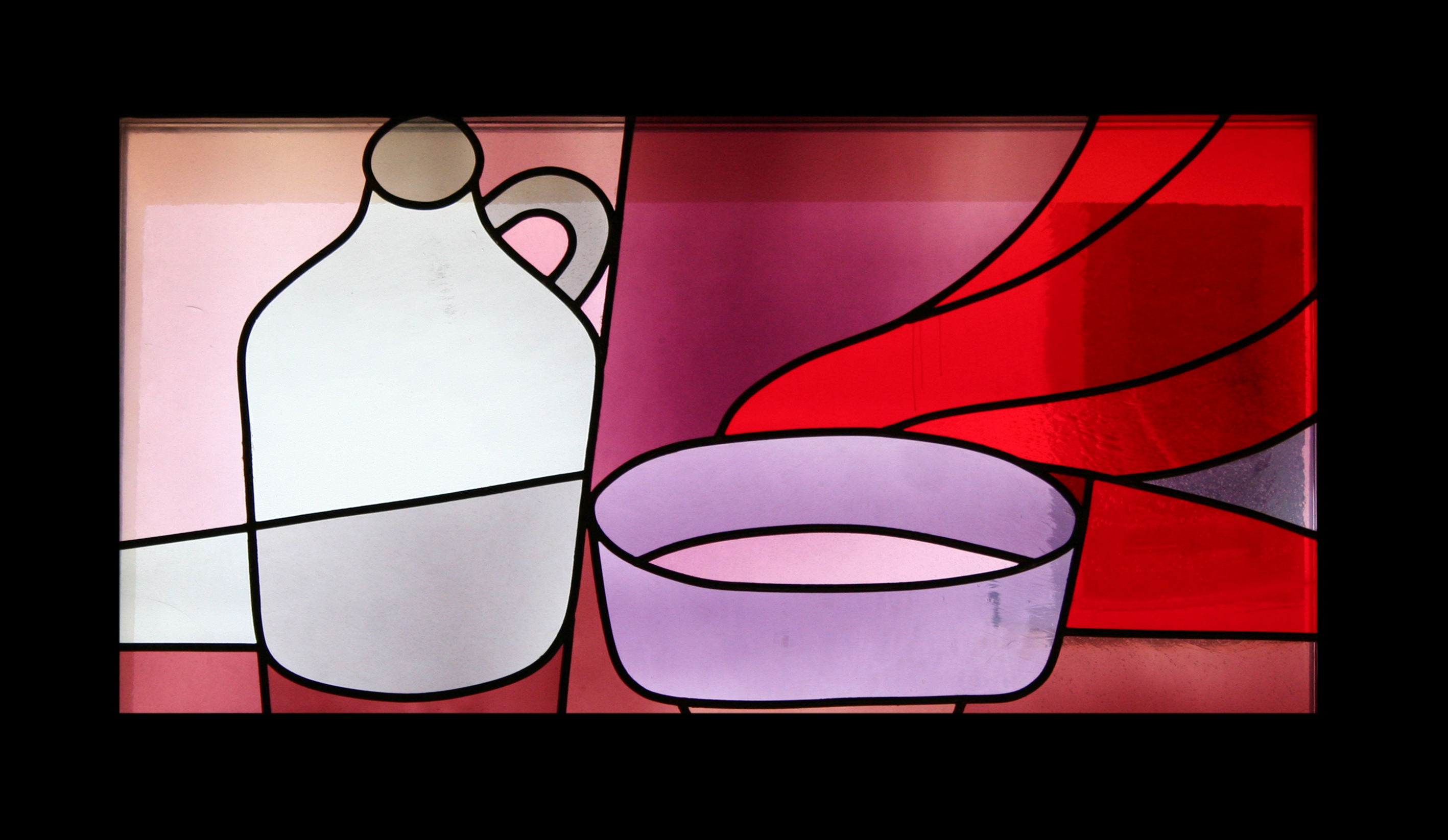
Wein mit Galle
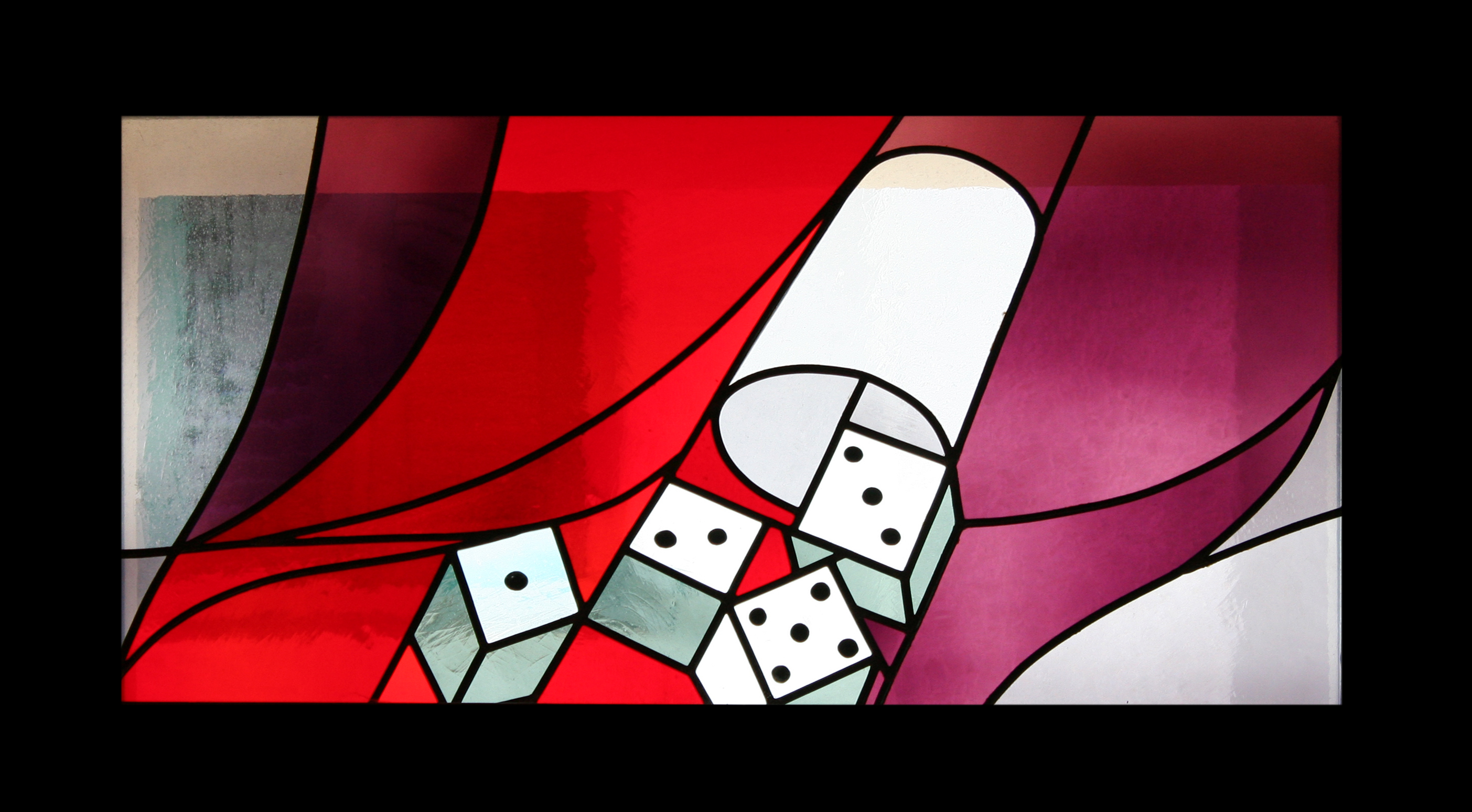
Würfel
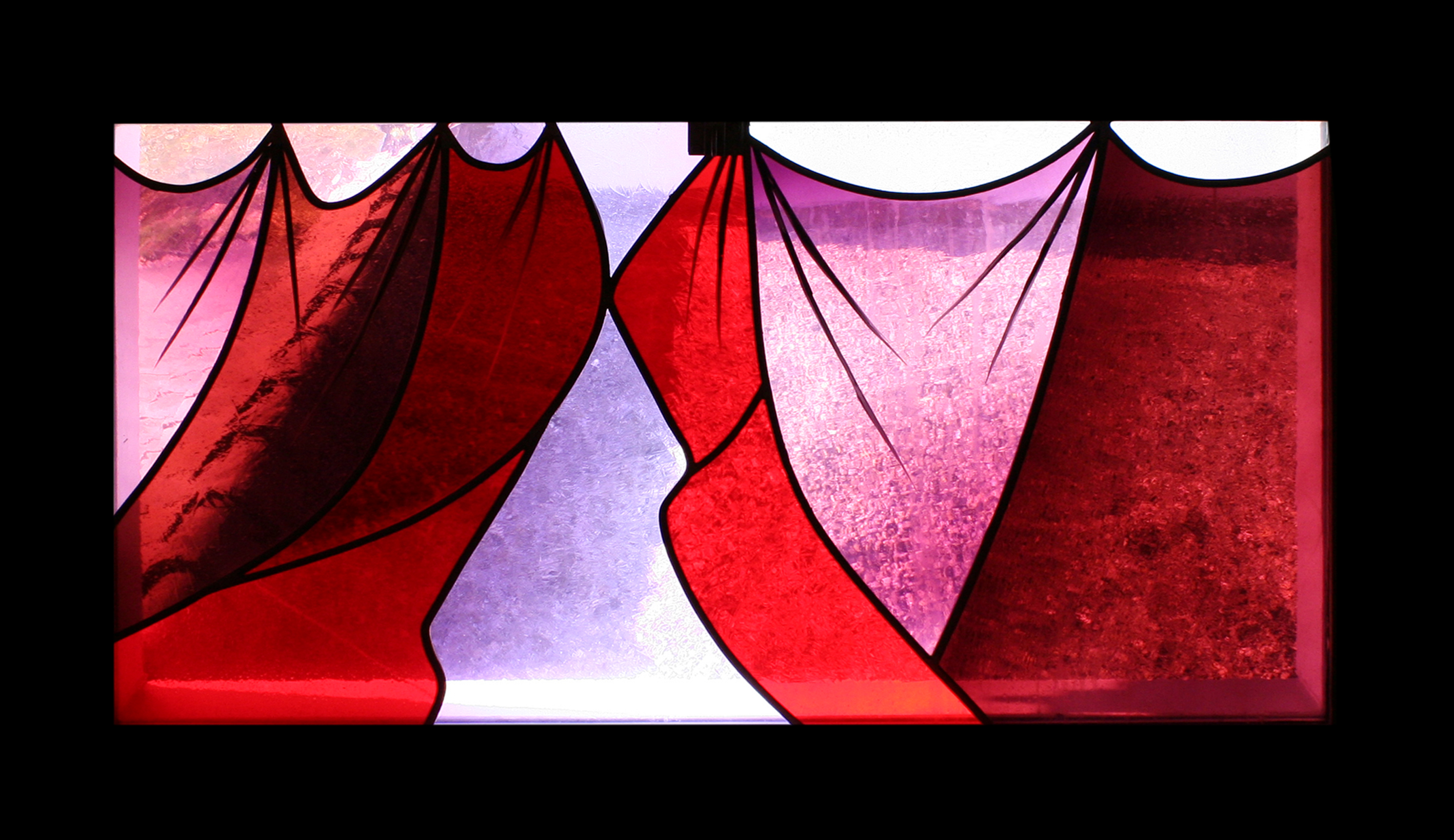
Vorhang des Tempels

### Innenraum und künstlerische Ausstattung
Im Zuge dieser Renovierungsarbeiten Anfang der 1980er Jahre wurde der Chorraum der Kirche komplett neu gestaltet und der Kirchenraum der Liturgie des Zweiten Vatikanums angepasst. Die Fenster entwarf der Kunstmaler Jacques Schedler. Im Kirchenschiff zeigen sie wie Oberlichter die Symbole des Kreuzweges. Gezeigt werden zentrale Elemente des Karfreitags: Jesu Geisselung wird im ersten Fenster auf der linken Seite dargestellt, gefolgt von der Dornenkrone, dem Essig und de Würfeln, mit denen die Soldaten um das Kleid Jesu gespielt haben. Auf der rechten Seite wird der Verrat des Petrus durch den Hahn angedeutet. Ihm folgen die Nägel, mit denen Jesus ans Kreuz geschlagen wurde, der Schwamm, mit dem Jesus Essig zu trinken bekam und schliesslich das INRI-Zeichen, das auf die königliche Dimension von Jesus verweist. Zwei weitere Fenster befinden sich hinter der Brüstung der Orgelempore versteckt. Beim Aufgang zur Orgel findet sich die Darstellung von Jerusalem, auf der gegenüberliegenden Seite der Vorhang des Tempels, der im Moment des Todes von Jesus zerriss. Sind die Fenster im Kirchenschiff in Rottönen gehalten, so ist die bestimmende Farbe des dreiteiligen Chorfensters Blau. Da dieses Fenster geostet ist, flutet morgens Sonnenlicht durch das durch dieses Fenster, das die Auferstehung Christi darstellt und damit der Karfreitagsgeschichte die Ostergeschichte gegenüberstellt. Die Fensterrosette über dem Kirchenportal zeigt den Heiligen Geist als Taube dargestellt. Auf der linken Seite des Kirchenportals befinden sich zwei weitere Glasfenster von Jacques Schedler, welche mit den Motiven von Trauben, Korn und Brot auf die Eucharistie verweisen. Neben den Glasfenstern, die das Innere der Kirche prägen, finden sich weitere Ausstattungselemente, so das Holzkreuz mit Korpus im Chor, die Schnitzfiguren von Maria mit Kind und Josef, die Kreuzweg-Tafeln von Karl Ruff sowie der Tabernakel mit der Inschrift «Gott ist da». Diese Elemente stammen aus der Entstehungszeit der Kirche.

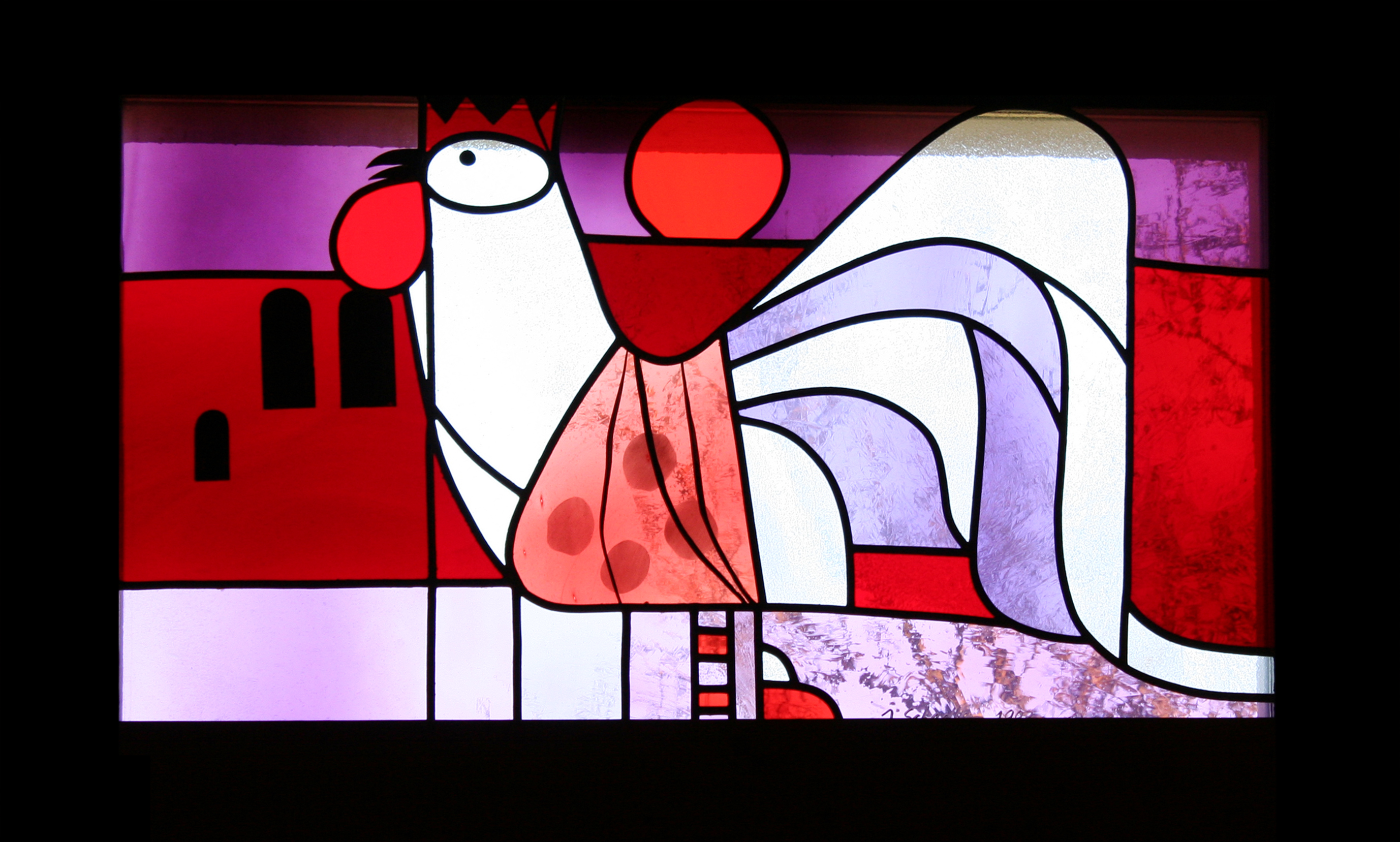
Hahn
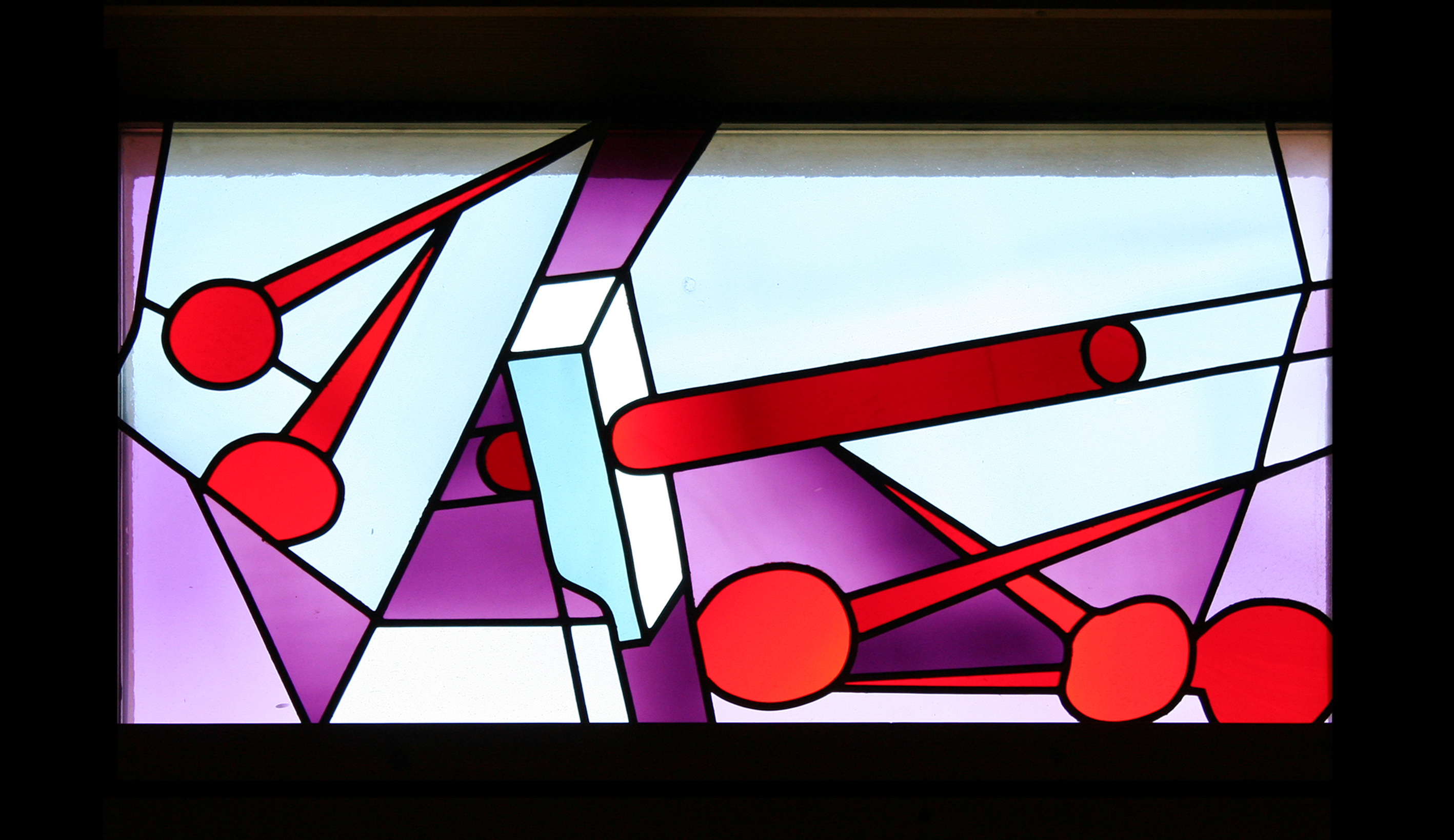
Nägel
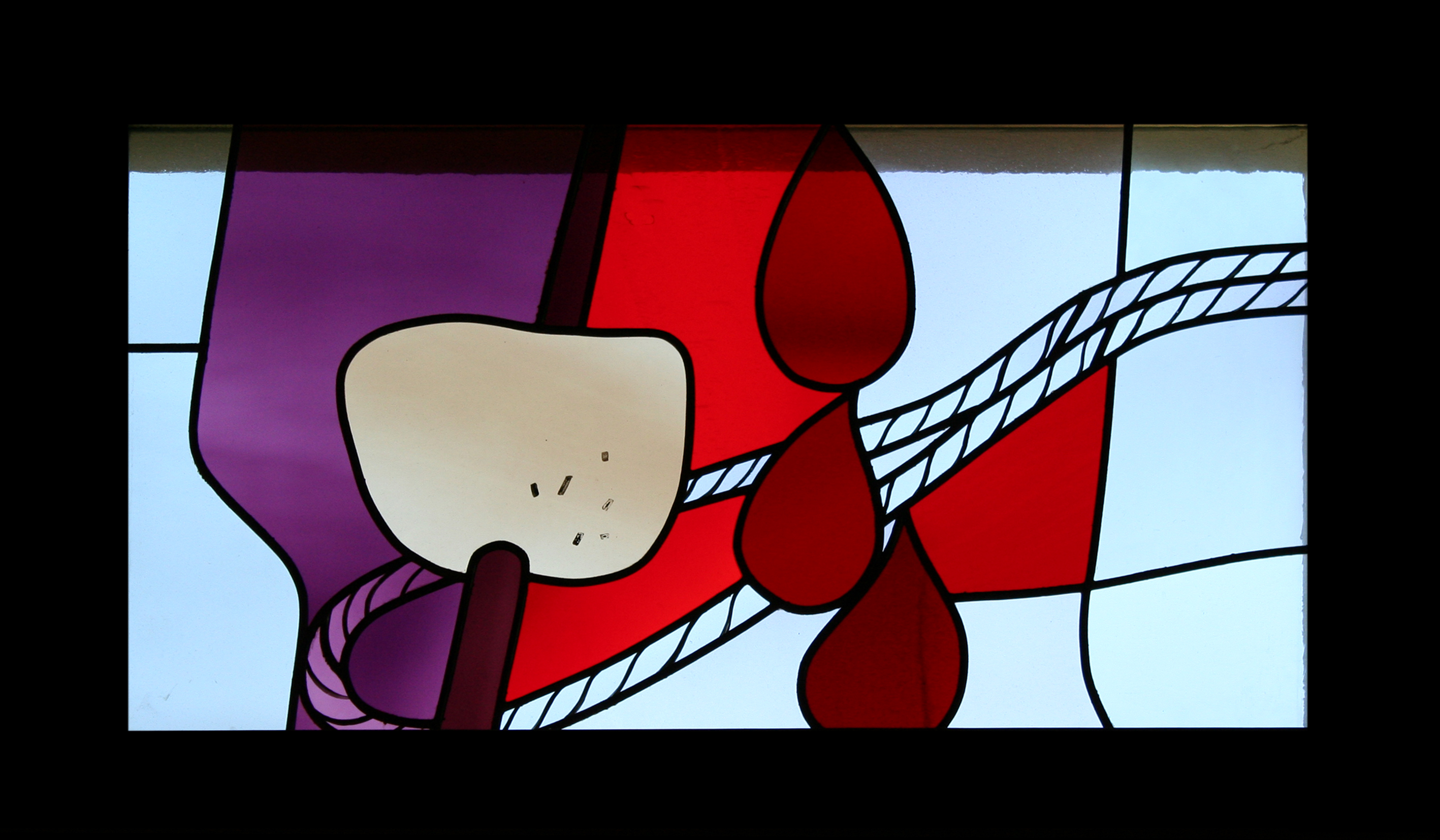
Schwamm mit Essig
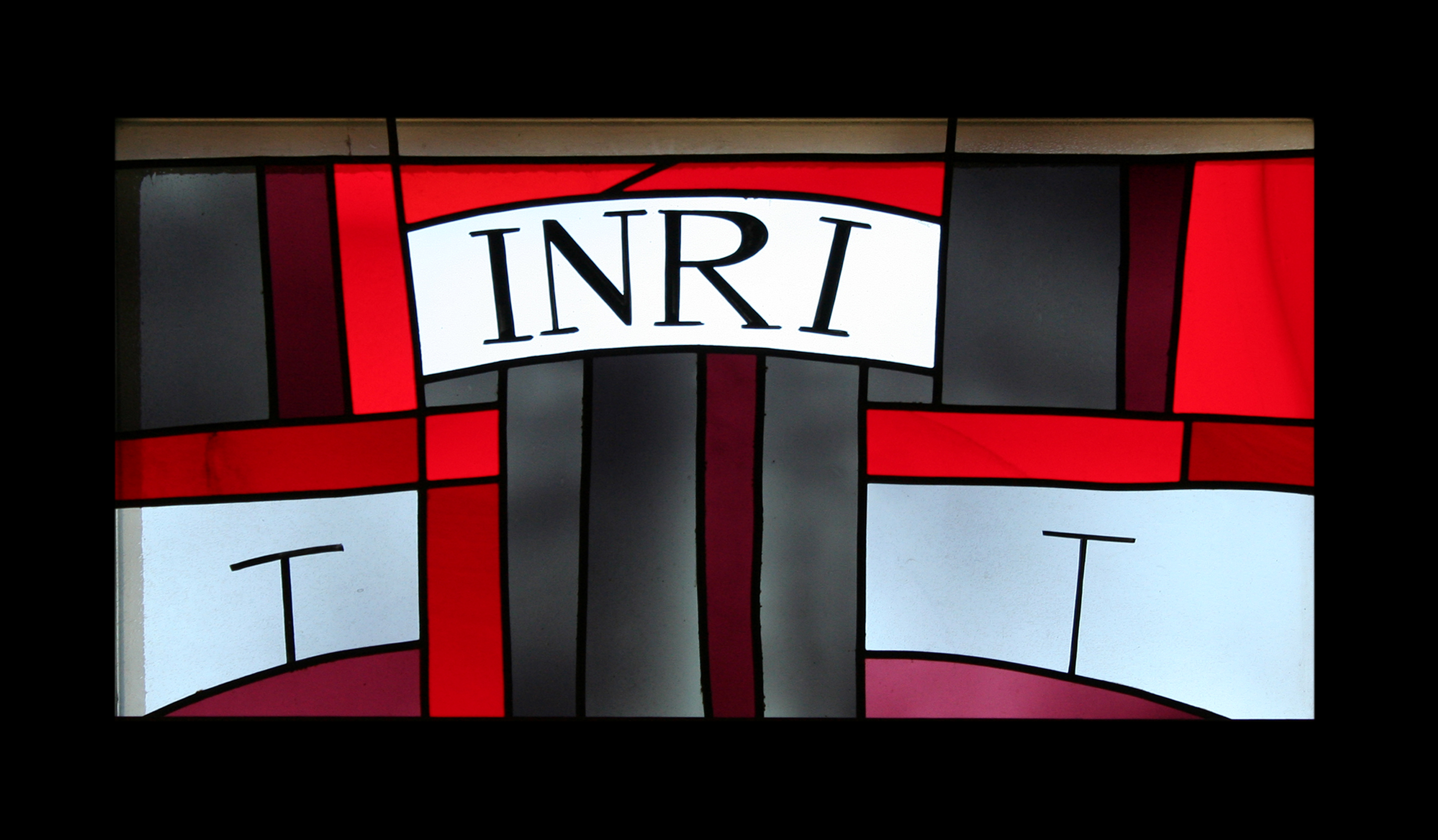
Inri-Zeichen
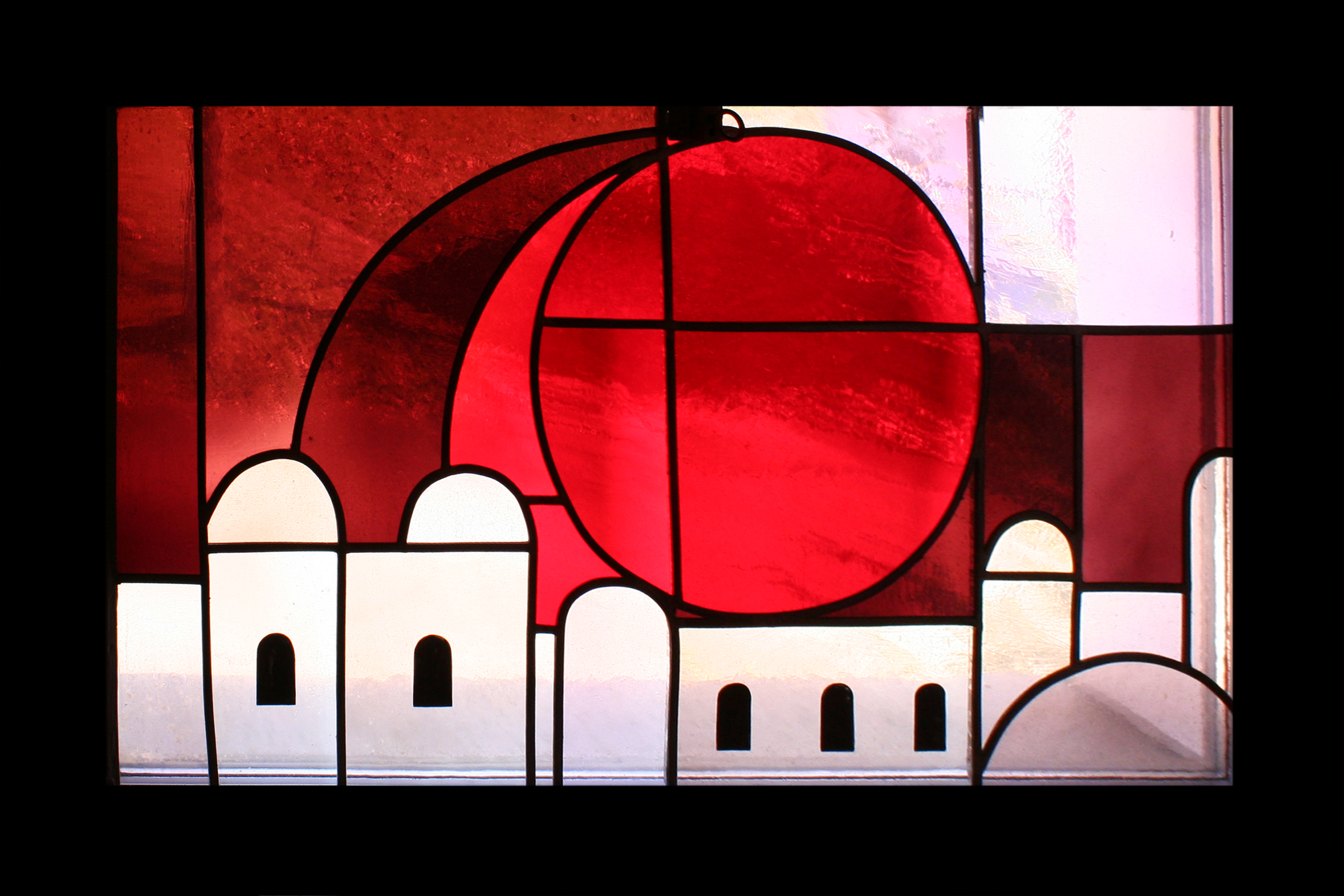
Stadt Jerusalem

### Orgel

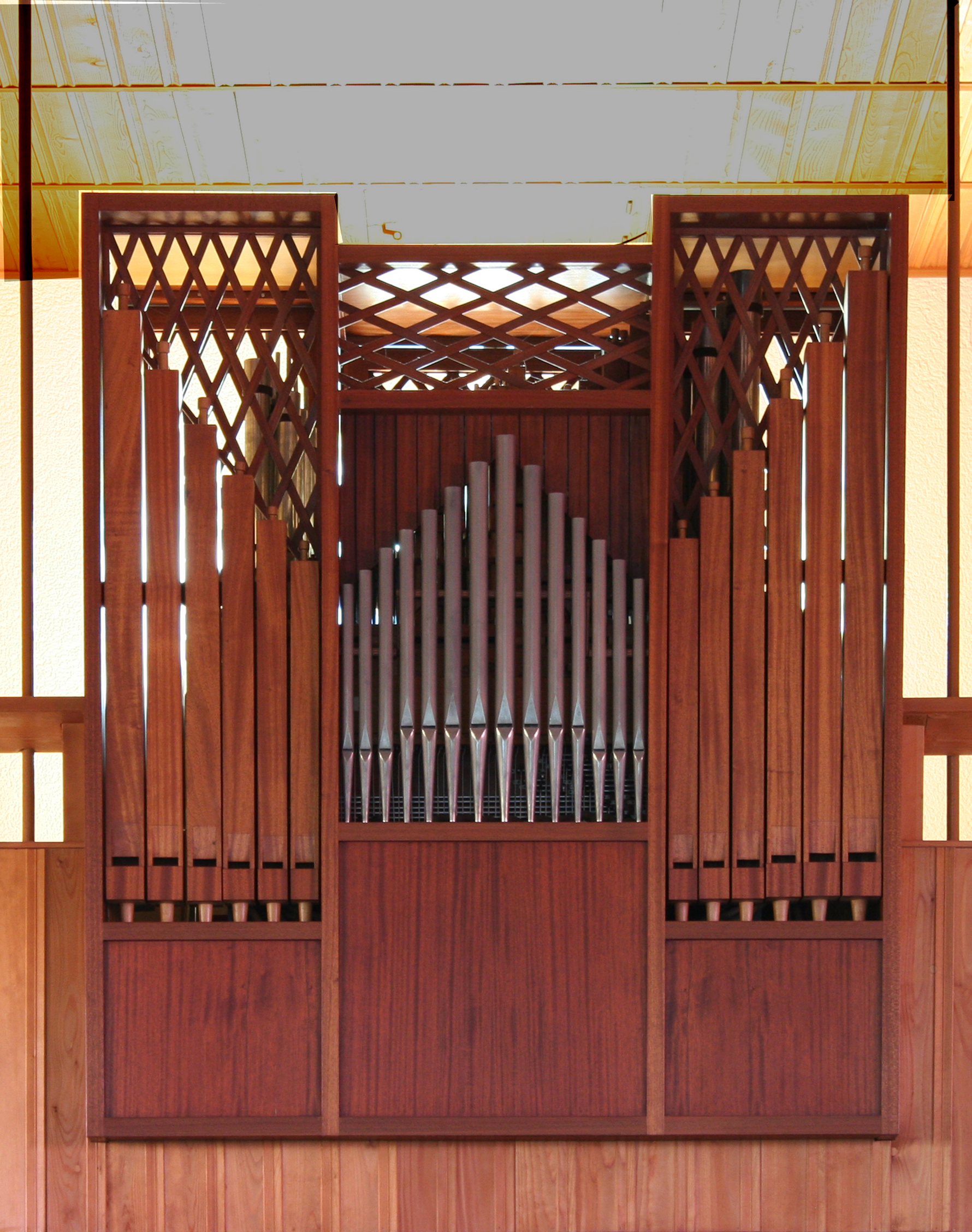
Orgel

Die hinterspielige Brüstungsorgel der Kirche ist ein Instrument der Firma Gebr. Späth Orgelbau, Mengen in Deutschland. Diese wurde im Jahr 1968 für die Evangelische Kirche in Erpfingen (Baden-Württemberg) erbaut und kam 1973 in die Kirche St. Josef in Sulz. Das Instrument verfügt über vier Register im Manual, das Pedal ist angehängt.
| Manual C–g3 |    |
| Gedeckt     | 8′ |
| Rohrflöte   | 4′ |
| Principal   | 2′ |
| Scharf II   | 1′ |